# Sky Records
Sky Records ist ein in Hamburg ansässiges Plattenlabel, das im Jahr 1975 gegründet wurde.

## Künstler
- Jane
- Dieter Moebius
- Octopus
- Ramses
- Shaa Khan
- Straight Shooter
- Streetmark